# باسكال عساف
باسكال عساف هو كاتب وشاعر لبناني مثَّلَ لبنان في المهرجان الشعري أصوات حوض المتوسط عام 2013 في لوديف في فرنسا. صدرت له عددٌ من الأعمال الشعريّة لعلَّ أبزرها «أوبرا الوجع» وهي مجموعة شعريّة كبيرة لعبت دورًا بارزًا في شهرة الكاتب محليًا في لينان وعربيًا، بالإضافة إلى كتاب «وجوه وأقنعة» الذي احتوى على مجموعة من القصص القصيرة، فضلًا عن مجموعة «أحب امرأة واحدة» وهي مجموعة قصائد ضمن كتاب آخر أشمل.

## المسيرة المهنيّة
نشر الشاعر اللبناني باسكال عساف مجموعة شعريّة بعنوان «أوبرا الوجع»، وفيها تحدث عن الكثير من المواضيع بما في ذلك ما سمَّاهُ الصوت الأعلى: صوت الأسى الحاد وصوت الضجر وذلك في سوداوية جسَّدها في صور ومجازات متتابعة عبر قصائد طويلة. جاءت المجموعة في 178 صفحة متوسطة القطع وبلوحة غلاف للفنانة بسمة نمري، وقد صدرت عن (دار نلسن - السويد - لبنان). حفلت قصائد هذه المجموعة الشعريّة بالصور والمجازات والرموز الغريبة، كما رسمَ فيها زوايا مختلفة من عالم صوّره الشاعر. تحدث باسكال في نفس المجموعة الشعريّة عن الحب وما يتغذى به ومواضيع أخرى من هذا القبيل.
نشر باسكال مجموعة شعريّة أخرى بعنوان «وأكره كلّ النساء» وهذه المجموعة هي الجزء الثاني من ديوان «أحب امرأة واحدة وأكره كل النساء» وهي تقع في 135 صفحة متوسطة القطع. صدرت هذه المجموعة الشعرية عن دار نلسن في بيروت والسويد. ركَّز باسكال فيها عن الحب كما تحدث عن القتل والموت.
نشر باسكال في وقتٍ ما من عام 2014 مجموعتهُ الشعريّة «وجوه وأقنعة» عن دار نلسن للنشر والتوزيع في 184 صفحة، وفيها ركّز على تفاصيل وجزئيات الحركات والسكتات، متحدثًا عن الحياة والموت، والخير والشر، ومؤسسًا لذائقة جديدة في هذا اللون من الفن القصصي كما قال. عبَّر الكاتب في هذه المجموعة القصصيّة عن رؤياه التي تركتها الموجودات في قلبه أو مشاهد الأيام المؤلمة في نفسه.
بعد ذلك بعامينِ وتحديدًا في السادس والعشرين من تشرين الثاني/نوفمبر من عام 2016، نشر باسكال مجموعة شعريّة سمَّاها «شعر ذاتي» صدرت عن نفس الدار السابقة: دار نلسن للنشر والتوزيع في نحو 127 صفحة. تحدث باسكال في هذه المجموعة عمّا سمَّاها الحالة الشعرية التي لها كينونتها النصية، وبنيتها الخاصة التي تدعو النقاد لسبر أغوارها، وتدعو القراء لتذوق معانيها. يقول باسكال أنه حاول في هذا الكتاب الكشف عن الحقيقة، والتجاوز عن الوجود الفعلي للأشياء نحو العوالم الأعمق للكينونة الباطنية لحقيقة الذات. ضمَّ الديوان قصائد نثرية وأخرى في الشعر العربي الحديث توزعت في الكتاب على أربع مجموعات (عناوين) هي: يوميات، في الحب، في الموت، وأخيرًا في الشعر.
بالعودة لعام 2015، فقد نشر باسكال مجموعة شعريّة أخرى هي «أحبّ امرأة واحدة» عن دار نلسن أيضًا في نحو 140 صفحة، وفيه تحدث عن المرأة الخياليّة التي أحبها كيفما كانت، بل سيحبها حتى لو كانت الموت كما يقول وسيتزوجها ويُنجب منها طفلة تشبهها يكون اسمها الحياة.

## قائمة أعماله
هذه قائمةٌ بأبرز أعمال الكاتب والشاعر اللبناني باسكال عساف:
- أوبرا الوجع (مجموعة شعريّة كبيرة)[15]
- وجوه وأقنعة (قصص قصيرة)[16]
- أحب امرأة واحدة (مجموعة قصائد)[17]
- شعر ذاتي (مجموعة شعريّة)[18]